# 哈皮霍洛 (密蘇里州)
哈皮霍洛（英語：Happy Hollow）是位於美國密蘇里州華盛頓縣的非建制地區。

## 地理
哈皮霍洛所處的海拔為高於海平面266米（即873英呎），而該地所採用的時區為UTC-6，即北美中部時區（CST）。同時該地設有夏令時間，為UTC-6調快一小時，即UTC-5（CDT）。